# Vara: A Blessing
Vara: A Blessing (bra: Vara: Uma Bênção) é um filme de drama estadunidense de 2016 dirigido e escrito por Khyentse Norbu e protagonizado por Shahana Goswami, Devesh Ranjan, Mohamed Adamaly e Rohit Raj. É o primeiro longa-metragem em língua inglesa do diretor de cinema butanês, depois de Phörpa (1999) e Chang hub thengs gcig gi 'khrul snang (2003). É baseado em um conto bengali, Rakta Aar Kanna, de Sunil Gangopadhyay, sobre a filha de um devadasi, que se apaixona por um escultor muçulmano. Foi o filme de abertura do Festival Internacional de Cinema de Busan de 2013, onde recebeu boas críticas.

## Elenco
- Shahana Goswami como Lila
- Devesh Ranjan como Shyam
- Mohamed Adamaly como Ali
- Rohit Raj como Subha
- Ruvin De Silva como Raju
- Yashodha Suriyapperuma como Basu
- Swaroopa Ghosh como Jyoti
- Geeta Chandran como Vinata
- Kushan Weerasuriya como Vikram
- Dhanushka Nilaweera como Rajindar
- Pankaj Pawan como Prakash